# Flixbus

Destinații Flixbus

FlixBus este o companie care oferă servicii de transport de persoane în Europa și Statele Unite ale Americii. Fondată în anul 2013 după liberalizarea pieței de transport de persoane din Germania, FlixBus și-a propus să ofere o alternativă la serviciile de carpooling și Deutsche Bahn, operatorul feroviar de stat. În 2015, după fuzionarea cu start-upul concurrent MeinFernbus, Flixbus a ajuns să dețină 72% din piața germană (măsurați în kilometri parcuși de companie). FlixBus se extinde acum rapid în întreaga Europa. Investitorii companiei sunt General Atlantic, Holtzbrink Ventures și Silver Lake Partners. 

## Model de business
Serviciile FlixBus funcționează în colaborare cu societăți de transport regionale din întreaga Europă. Partenerii locali sunt responsabili de operarea de zi cu zi a rutelor, în timp ce FlixBus se ocupă de autorizațiile oficiale necesare pentru a opera călătorii pe distanțe lungi. De asemenea, compania se ocupă de planificarea rețelei, marketing, pricing, managementul calității și customer service. 
Acest model de business este scalabil și i-a adus companiei o creștere rapidă. Pe de altă parte, calitatea autobuzelor se suspune flotei disponibile subcontractorilor.

## Rețea
Rețeaua FlixBus operează 300.000 de curse zilnice către 2.000 destinații din 29 de țări.
Bazele companiei FlixBus au fost puse în 2011 în München de către Daniel Krauss, Jochen Engert și André Schwämmlein. Prima rută a fost lansată în februarie 2013 în Germania. În decurs de un an, FlixBus a ajuns să opereze întreaga rețea națională. După fuziunea cu MeinFernbus compania a anunțat că își va extinde modelul de business la nivel international. FlixBus a continuat să opereze sub ambele denumiri pentru un timp, pentru ca apoi să renunțe graduat la brandul "MeinFernbus". Culoarea albastru folosită la început pentru logo a fost înlocuită cu verde, împrumutat de la MeinFernbus. 
În 2015, FlixBus a achiziționat Liinita, un start-up care se ocupa de oferirea serviciilor de ride sharing către retaileri, centre comerciale și restaurant, fondat de Centrrul Incubator de Afaceri (BIC) a Agenției Spațiale Europene (ESA) și guvernul Bavariei. FlixBus a utilizat tehnologia dezvoltată de Liinita pentru a pune bazele propriei afaceri de charter. 
În vara anului 2015, FlixBs a pus bazele subsidiarei sale din Italia în Milano și a intrat pe piața recent liberalizată din Franța cu "FlixBus France". 
În noiembrie 2015, FlixBus a anunțat o nouă subsidiară sub numele de FlixBus B.V. în Olanda, creând astfel prima rețea olandeză de autobuze pe distanțe lungi. Olanda a fost cea de a patra piață națională a companiei după Germania, Franța și Italia. Rutele internationale FlixBus oferă conexiuni pentru orașe din Austria, Elveția, Belgia, Luxembourg, Suedia și Danemarca. 
În ianuarie 2016, FlixBus a anunțat că va intrat pe piețele din Europa Centrală și de Est cu o nouă subsidiară FlixBus CEE – care acoperă Cehia, Slovacia, Ungaria, România, Polonia, Slovenia și Croația. În martie 2016, companie a lansat primele sale rute în Marea Britanie și Spania. 
Pe 29 iunie 2016, FlixBus a anunțat achiziționarea serviciilor Megabus din Europa de la Stagecoach Group, companie rămânand doar la niel de contractor pentru a opera cursele. 
Pe 3 august 2016, FlixBus a anunțat o nouă achiziție, Postbus de la Deutsche Post, un competitor de pe piața germane, pentru o sumă confidențială. Achiziția a cementat poziția FlixBus pe piața din Germania, care ajun la aproximativ 90%. Fuziunea a fost finalizată pe 1 noiembrie, iar numele și identitatea brandului PostBus au fost asimilate sub umbrela FlixBus.
În septembrie 2016, FlixBus a făcut publice planurile de extindere în noi piețe din Scandinaia. Alături de partnerii danezi SME, FlixBus a pus la punct planul pentru o rețea domestică în Danemarca.
În mai 2017, FlixBus a preluat rețeaua de autocare austrică Hellö de la compania națională feroviară (ÖBB). Achiziția a fost finalizată în luna august a aceluiași an.  
Începând cu 24 august 2017, FlixBus cooperează cu LEGO Express, o companie feroviară cehă, pentru a prelua operațiuniile serviciului feroviar Locomore între Stuttgart și Berlin (via Hanovra și Frankfurt) în Germania. Deși a fost initial percepută ca o fază de testare, acest serviciu operează zilnic din aprilie 2018. Biletele pentru transportul feroviar, operat prin subsidiara FlixTrain, sunt vândute prin intermediul platformei FlixBus. 
Pe 24 martie 2018, FlixMobility a achiziționat și operatorul feroviar Hamburg-Köln-Express GmbH (HKX), care operează o rută între Hamburg și Köln și a integrat ruta HKS în rețeaua Flitrain alături de serviciile Locomore. 
Pe 15 mai 2018, FlixBus a anunțat extinderea în piața din Statele Unite ale Americii. Începând cu 31 mai, Flixbus plănuiește să oferre 180 de conexiuni în partea de sud-est a țării, operând din Los Angeles. Orașele care vor fi deservite sunt Las Vegas, San Diego, Tucson și Phoenix.

## Servicii și sustenabilitate
Operatorul de transport pune accent pe sustenabilitatea călătoriilor pe distanțe lungi. Pasagerii au opțiunea de a contribui la compensarea emisiilor de carbon în timpul rezervării biletului. Emisiile de CO2 generate de călătorie sunt calculate în funcție de durata și de distanța cursei. Suma astfel calculată este apoi adăugată automat la prețul biletului. Contribuția pentru mediu este de aproximativ 1 - 3% din prețul inițial al biletului. Donația este investită într-un proiect certificat de protecția climei, în conformitate cu standardele internaționale de mediu. 
FlixBus investește semnificativ în e-mobilitate. Fiind prima companie din lume care a testat autocare electrice pe distanțe lungi, compania continuă să fie un jucător care inovează pe piața de transport sustenabil. Din aprilie 2018, primele autobuze electrice pe distanțe lungi sunt operate pe ruta Paris – Amiens, în Franța. Următoarea țară în care vor circula autocare electrice de la FlixBus este Germania.